# Annigeri
Annigeri là một thị xã của quận Dharwad thuộc bang Karnataka, Ấn Độ.

## Địa lý
Annigeri có vị trí 15°26′B 75°26′Đ / 15,43°B 75,43°Đ Nó có độ cao trung bình là 624 mét (2047 feet).

## Nhân khẩu
Theo điều tra dân số năm 2001 của Ấn Độ, Annigeri có dân số 25.709 người. Phái nam chiếm 51% tổng số dân và phái nữ chiếm 49%. Annigeri có tỷ lệ 55% biết đọc biết viết, thấp hơn tỷ lệ trung bình toàn quốc là 59,5%: tỷ lệ cho phái nam là 66%, và tỷ lệ cho phái nữ là 44%. Tại Annigeri, 14% dân số nhỏ hơn 6 tuổi.